# Praia de Moçambique

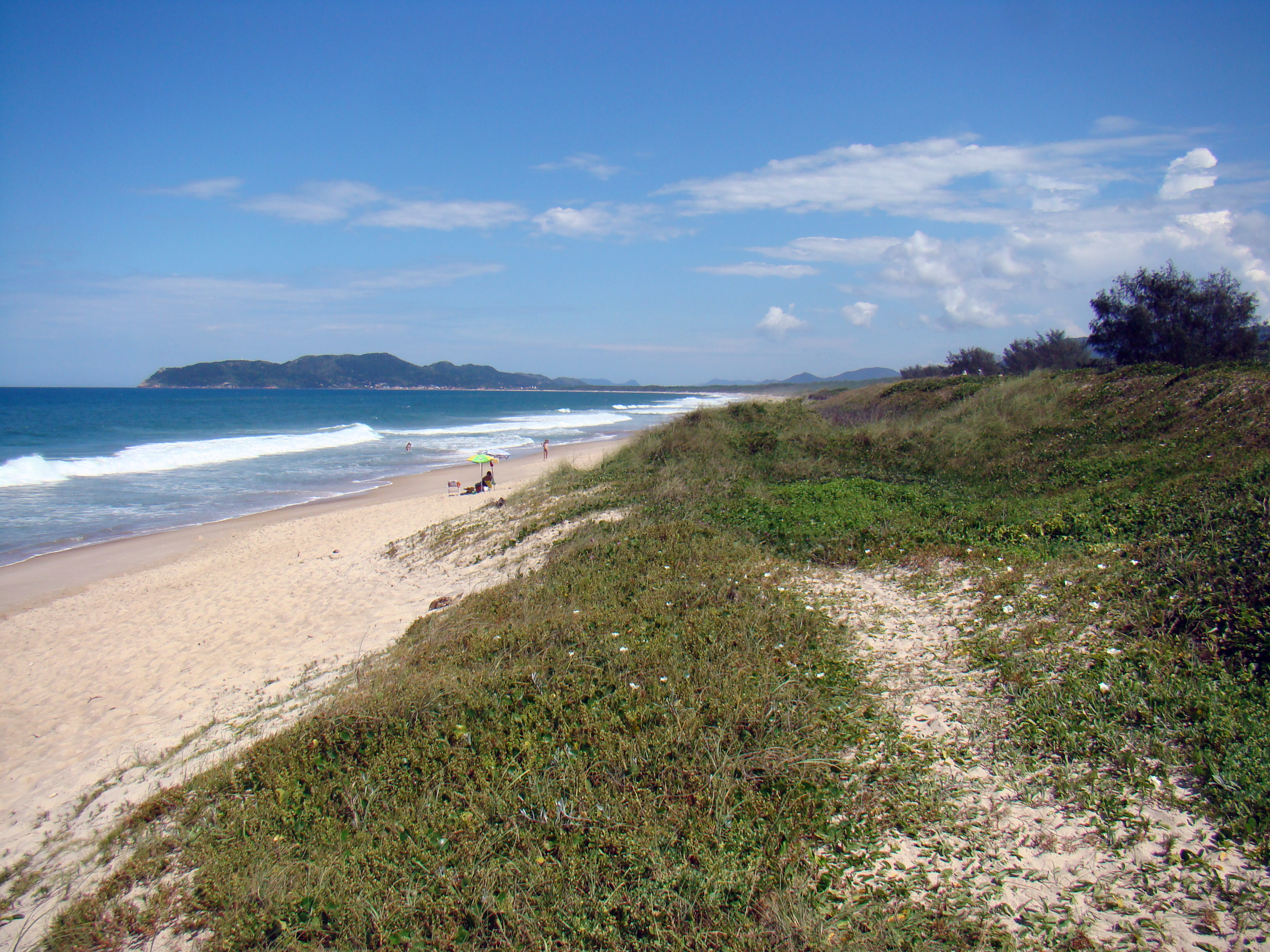
Praia de Moçambique

Praia de Moçambique is een strand in het noordoosten van het eiland Santa Catarina aan de Atlantische Oceaan. Het is gelegen in de gemeente Florianópolis in het zuiden van Brazilië.
Het strand staat bekend om het grootste strand van het eiland, met een lengte van 8,5 kilometer.